# Pic Long Campbielh
Pic Long Campbielh este o arie protejată (sit de importanță comunitară — SCI) din Franța întinsă pe o suprafață de 8.174 ha, integral pe uscat.

## Localizare
Centrul sitului Pic Long Campbielh este situat la coordonatele 42°47′26″N 0°07′05″E / 42.79056°N 0.11806°E.

## Înființare
Situl Pic Long Campbielh a fost declarat arie specială de conservare în baza directivei 92/43 din 1992 referitoare la conservarea habitatelor naturale și a faunei și florei sălbatice pentru a proteja 4 specii de plante și 4 specii de animale.

## Biodiversitate
Situată în ecoregiunea alpină, aria protejată conține 22 de habitate naturale: Ape stătătoare oligotrofe până la mezotrofe, cu vegetație de Littorelletea uniflorae și/sau de Isoëto-Nanojuncetea, Râuri de munte și vegetația erbacee de pe malurile acestora, Cursuri de apă de la nivel de câmpie la nivel montan, cu vegetație Ranunculion fluitantis și Callitricho-Batrachion, Pajiști alpine și boreale, Pajiști silicioase din Pirinei cu Festuca eskia, Pajiști alpine și subalpine calcaroase, Fânețe montane, Turbării active, Mlaștini turboase de tranziție și turbării mișcătoare, Depresiuni pe substraturi de turbă de Rhynchosporion, Mlaștini alcaline, Grohotișuri silicioase de la nivelul montan până la nivelul zăpezii (Androsacetalia alpinae și Galeopsietalia ladani), Grohotișuri termofile și vest-mediteraneene, Ghețari permanenți, Păduri montane și subalpine de Pinus uncinata (* dezvoltate pe substrat gipsos sau calcaros), Pajiști uscate europene, Formațiuni ierboase bogate în specii de Nardus, dezvoltate pe substraturi silicioase în zone montane (și în zone submontane, în Europa continentală), Pante stâncoase calcaroase cu vegetație casmofită, Pante stâncoase silicioase cu vegetație casmofită, Tufărișuri subarctice cu Salix spp., Liziere de ierburi înalte hidrofile de câmpie și de nivel montan până la alpin, Păduri de fag din Europa Centrală dezvoltate pe sol calcaros cu Cephalanthero-Fagion.
La baza desemnării sitului se află mai multe specii protejate:
- plante (4): Androsace pyrenaica, Buxbaumia viridis, Hamatocaulis vernicosus, Orthotrichum rogeri
- mamifere (2): Galemys pyrenaicus, liliac comun (Myotis myotis)
- nevertebrate (1): Rosalia alpina
- reptile (1): Iberolacerta bonnali